# Aphthona beckeri
Aphthona beckeri es un coleóptero de la familia Chrysomelidae. Fue descrita en 1895 por Jacobson.